# Беренцен, Детлеф
Детлеф Беренцен (нем. Detlef Berentzen, 16 февраля 1952, Билефельд — 18 июля 2019) — немецкий писатель и журналист.
Начиная с 1971 г., после получения среднего технического образования и первых писательских опытов, он постоянно жил в Западном Берлине. Там он изучал экономику и философию, писал колонки для художественных журналов, работал в детских садах и коллективах. С 1981 года писал для газеты «taz», а также входил в её редакцию и руководство.
С 1987 г. работал как свободный журналист и автор. С тех пор он создал несколько документальных радиопередач для «ARD», а также телевизионных документальных фильмов в области политики, культуры и литературы.

## Произведения
- Hermann. Roman. Frankfurt, Dielmann, 2002. ISBN 978-3933974303
- Warum Schlund lieber malen würde. Erzählung. Bielefeld: Pendragon, 2004. ISBN 3-934872-72-7
- Vielleicht ein Narr wie ich. Peter Härtling; das biographische Lesebuch. Köln: Kiepenheuer und Witsch, 2006. ISBN 978-3-462-03715-9
- Hegel — Der Philosoph als Erzieher — SWR2, 20 Май 2011. (PDF; 140 kB)